# Шибгандж (город, Навабгандж)
Шибгандж (бенг. শিবগঞ্জ, англ. Shibganj) — город и муниципалитет на северо-западе Бангладеш, административный центр одноимённого подокруга. Площадь города равна 22,20 км². По данным переписи 2001 года, в городе проживало 35 352 человека, из которых мужчины составляли 50,82 %, женщины — соответственно 49,18 %. Плотность населения равнялась 1592 чел. на 1 км². Уровень грамотности населения составлял 29 % (при среднем по Бангладеш показателе 43,1 %). 